# Этил лофлазепат
Этил лофлазепат (продается под торговыми наименованиями Meilax, Ronlax и Victan) — бензодиазепиновый транквилизатор. Он обладает анксиолитическим, противосудорожным, седативным и миорелаксирующим свойствами. Его период полураспада составляет 51—103 часа. Механизм действия препарата аналогичен другим бензодиазепинам (модуляция ГАМК-А рецептора нейронов ЦНС).

## Метаболизм
Особенностью метаболизма является биотрансформация в дезкарбэтоксилофлазепат, который обладает большей фармакологической активностью, чем исходное соединение. Также метаболитами препарата являются лофлазепат и 3-гидроксидескарбоксилофлазепат.

## Токсичность
В исследованиях на животных была выявлена низкая токсичность, однако при длительном применении очень высоких доз у крыс наблюдались признаки легочного фосфолипидоза с поражением альвеолярной ткани.

## Передозировка
Симптомы передозировки транквилизатора включают сонливость и атаксию. В тяжелых случаях также возникает гипотония.

## Применение
В Мексике препарат продаётся под торговым названием Виктан. Он официально одобрен для следующих заболеваний:
- посттравматическое стрессовое расстройство
- генерализованное тревожное расстройство
- тревога, связанная с тяжелой нейропатической болью
- алкогольный делирий